# Beatmania 5thMIX ~Time to get down~
Beatmania 5thMIX ~Time to get down~ (en Corea del Sur: beatstage 5thMIX ~Time to get down~) es el quinto videojuego musical creado por Bemani lanzado en diciembre de 1999 para arcade. Su contraparte para consola fue estrenado en marzo de 2000, con el título de beatmania APPEND 5thMIX ~Time to get down~. Es el primer videojuego en tener licencias con canciones de Dancemania y beatmania IIDX, muy parecido a las series de DanceDanceRevolution. La versión arcade tiene un total de 30 canciones, mientras que la versión para PlayStation tiene 49 canciones, más cinco canciones adicionales exclusivas para consola.

## Modos de juego
- Basic: Es el modo fácil, en donde la dificultad de las canciones son de nivel 1 a 6. Cuatro canciones por ronda.
- Hard: En este modo la dificultad se incrementa sobremanera alcanzando la dificultad a 7. Cuatro canciones por ronda.
- Expert: El jugador escoge cualquiera de los courses, las cuales están compuestas de cinco canciones cada una. El jugador deberá completar una secuencia de canciones sin hacer pausa, y en todo momento debe evitar que la barra de energía se agote por completo.

## Modificadores
El videojuego tiene varios modificadores, las cuales dos son nuevas:
- Sudden: Las notas aparecen visibles justo en la mitad de la pantalla inferior.
- Hi-Speed: La velocidad de las notas es 100 bpm más rápidas.
- Battle: Ambos jugadores compiten entre ellos para obtener el puntaje más alto en una ronda.
- Double: Un jugador puede jugar un set usando ambos controladores (Se necesita crédito extra para esta opción).
- Hidden: Las notas desaparecen en la mitad de la pantalla.
- Random: Las notas no caen tal como está programados en el juego; Caen de manera aleatoria, sin aumentar ni disminuir la cantidad de las mismas. Solo disponible para consola.
- Mirror: El orden de las notas es distribuidas de manera invertida, como si se viera en un espejo. También disponible solo para consola.

## Modo Bonus Edit
Este modo, disponible solo para consola, contiene unas cinco canciones exclusivas, dentro de una interfaz parecida a las primeras entregas de beatmania. Para acceder al Bonus Edit,  el jugador primero debe insertar el juego beatmania, el cual tiene la llave para activar cualquier expansión. Al llegar al menú, seleccionar la opción Disc Change, y cambiar el disco por el de beatmania APPEND 3rdMIX o el beatmania APPEND GOTTAMIX y pulsar el botón Start. Repetir el mismo proceso cambiando el disco por el de beatmania APPEND 5thMIX ~Time to get down~. Si se ejecuta bien, se conseguirá activar el modo.

## LINN 1999
Esta canción exclusiva en arcade es desbloqueable ingresando un código en morse. Después de insertar monedas, y teniendo en cuenta que las teclas negras y blancas están mentalmente enumeradas de izquierda a derecha, con el botón número 7, pulsar ".-.. .. -. -." y sucesivamente, pulsar Start 1P y jugar en modo Hard.
Cuando se llegue al stage final, seleccionar el disco de nombre "Random Song" En lugar de que cualquier canción al azar aparezca, aparecerá la canción LINN 1999.

## Canciones nuevas
La siguiente tabla muestra las nuevas canciones introducidas en el juego:
| Nombre                                 | Género                  | Artista                 | BPM                     | Disponible en Arcade    | Disponible en PlayStation |
| Canciones de Dancemania                | Canciones de Dancemania | Canciones de Dancemania | Canciones de Dancemania | Canciones de Dancemania | Canciones de Dancemania   |
| -------------------------------------- | ----------------------- | ----------------------- | ----------------------- | ----------------------- | ------------------------- |
| DO IT ALL NIGHT                        | DANCEMANIA              | E-ROTIC                 | 143                     | Sí                      | Sí                        |
| DO IT ALL NIGHT (hard version)         | DANCEMANIA              | E-ROTIC                 | 143                     | Sí                      | Sí                        |
| OPERATOR                               | DANCEMANIA              | PAPAYA                  | 135                     | Sí                      | Sí                        |
| OPERATOR (hard version)                | DANCEMANIA              | PAPAYA                  | 135                     | Sí                      | Sí                        |
| THE ONLY WAY IS UP                     | DANCEMANIA              | THE KINKY BOYZ          | 132                     | Sí                      | Sí                        |
| THE ONLY WAY IS UP (hard version)      | DANCEMANIA              | THE KINKY BOYZ          | 132                     | Sí                      | Sí                        |
| THE RACE                               | DANCEMANIA              | CAPTAIN JACK            | 143                     | Sí                      | Sí                        |
| THE RACE (hard version)                | DANCEMANIA              | CAPTAIN JACK            | 143                     | Sí                      | Sí                        |
| TOTAL RECALL                           | DANCEMANIA              | ULTIMATE HEIGHTS        | 132                     | Sí                      | Sí                        |
| UP ON THE FLOOR                        | DANCEMANIA              | REGINA                  | 132                     | Sí                      | Sí                        |
| UP ON THE FLOOR (hard version)         | DANCEMANIA              | REGINA                  | 132                     | Sí                      | Sí                        |
| WONDERLAND                             | DANCEMANIA              | X-TREME                 | 128                     | Sí                      | Sí                        |
| Otras licencias                        |                         |                         |                         |                         |                           |
| ALL PRO                                | HIPHOP                  | MIX MASTER MIKE         | 92                      | Sí                      | Sí                        |
| FINDING A NEW WORLD                    | FUTURE JAZZ             | UTUMI                   | 160                     | Sí                      | Sí                        |
| MOTIVATION                             | MONDO HOUSE             | DIMITRI FROM PARIS      | 129                     | Sí                      | Sí                        |
| Konami Originals                       |                         |                         |                         |                         |                           |
| BOA BOA LADY (JAMMING-MIX)             | REGGAE                  | dj nagureo              | 90                      | Sí                      | Sí                        |
| COME AND GET IT                        | R&B                     | n.a.r.d.                | 91                      | Sí                      | Sí                        |
| CRYMSON                                | DIGITAL HARDCORE        | RAM                     | 240                     | Sí                      | Sí                        |
| CYCLE                                  | MINIMAL                 | SLAKE                   | 145                     | Sí                      | Sí                        |
| DENIM                                  | TECHNO                  | SLAKE                   | 150                     | Sí                      | Sí                        |
| FREAKOUT                               | HIPHOP                  | ASLETICS                | 101                     | Sí                      | Sí                        |
| HIGHER                                 | LATINAIRES BEATS        | SLAKE                   | 92                      | Sí                      | Sí                        |
| SYSTEM                                 | ELECTRONICA             | RAM                     | 111                     | Sí                      | Sí                        |
| Canciones de beatmania APPEND GOTTAMIX |                         |                         |                         |                         |                           |
| HELL SCAPER                            | GABBAH                  | L.E.D. LIGHT-G          | 190-200                 | Sí                      | Sí                        |
| MANMACHINE PLAYS JAZZ                  | JAZZ ELECTRO            | MIKIO ENDO              | 114                     | Sí                      | Sí                        |
| Crossovers de beatmania IIDX           |                         |                         |                         |                         |                           |
| 22DUNK                                 | TECHNO                  | SLAKE                   | 135                     | Sí                      | Sí                        |
| PRINCE ON A STAR                       | ALTERNATIVE ROCK        | SPIRITUAL RIDE          | 144                     | Sí                      | Sí                        |
| R3                                     | RAVE                    | tiger YAMATO            | 157                     | Sí                      | Sí                        |
| Canciones ocultas                      |                         |                         |                         |                         |                           |
| LINN 1999                              | HARENTI TECHNO          | dj nagureo              | 136                     | Sí                      | Sí                        |
| THRASH TRAXX                           | PROGRESSIVE             | AKI                     | 128                     | Sí                      | Sí                        |